# Escuela Técnica Superior de Ingeniería de Telecomunicación
Escuela Técnica Superior de Ingeniería de Telecomunicación är ett universitet i Spanien. Det ligger i provinsen Provincia de Málaga och regionen Andalusien, i den södra delen av landet, 400 km söder om huvudstaden Madrid.